# Грелевский, Казимеж
Кази́меж Греле́вский (пол. Kazimierz Grelewski; 20 января 1907, Двикозы, Свентокшиское воеводство — 9 января 1942, Дахау, Бавария) — блаженный Римско-Католической Церкви, священник, мученик. Входит в число 108 блаженных польских мучеников, беатифицированных римским папой Иоанном Павлом II во время его посещения Варшавы 13 июня 1999 года.

## Биография
В 1923 году Казимеж Грелевский вступил в Духовную семинарию в городе Сандомеж. В августе 1929 года был рукоположён в сан священника епископом Павлом Кубицким, после чего в течение четырнадцати лет года исполнял обязанности префекта в средней школе в городе Радом. Во время оккупации немецкими войсками Польши занимался благотворительностью, пастырской деятельностью и тайно преподавал теологические дисциплины в подпольных польских школах. В январе 1941 года был арестован Гестапо вместе со своим братом Стефаном и отправлен в концентрационный лагерь Аушвиц (Освенцим), потом в апреле 1941 года был переведён в концентрационный лагерь Дахау, где был казнён 9 января 1942 года. Его концентрационный номер в Освенциме — 10443, в Дахау — 25280.

## Прославление
13 июня 1999 года был беатифицирован римским папой Иоанном Павлом II вместе с другими польскими мучениками Второй мировой войны.
День памяти — 12 июня.